# Новгородская армейская оперативная группа
Новгородская армейская оперативная группа, оперативное войсковое объединение в составе Вооружённых Сил СССР во время Великой Отечественной войны. Всего оперативных групп под названием «Новгородская» имелось две.

## Новгородская армейская оперативная группа 1-го формирования
Группа сформирована 31 июля 1941 года из войск и управления восточного сектора обороны (с 23 июля 1941 года) Лужской оперативной группы.
В составе действующей армии с 31 июля 1941 по 6 августа 1941 года.
6 августа 1941 года группа обращена на формирование 48-й армии

### Командование
- генерал-лейтенант Акимов, Степан Дмитриевич

### Боевой состав
По состоянию на 1 августа 1941 в состав группы входили:
| Стрелковые соединения и части | Стрелковые соединения и части                  | Стрелковые соединения и части | Стрелковые соединения и части |
| Корпуса                       | Дивизии                                        | Бригады                       | Иные части                    |
| ----------------------------- | ---------------------------------------------- | ----------------------------- | ----------------------------- |
| 16-й стрелковый корпус        | 70, 128, 237 стрелковые, 1 народного ополчения | 1 горнострелковая             |                               |

| Артиллерийские части | Артиллерийские части | Артиллерийские части | Артиллерийские части | Артиллерийские части |  |
| Дивизии              | Бригады              | Полки                | Дивизионы            | Иные                 |  |
| -------------------- | -------------------- | -------------------- | -------------------- | -------------------- |  |
| не имелось           | не имелось           | не имелось           | не имелось           | не имелось           |  |

| Танковые, механизированные, самоходно-артиллерийские соединения и части | Танковые, механизированные, самоходно-артиллерийские соединения и части | Танковые, механизированные, самоходно-артиллерийские соединения и части | Танковые, механизированные, самоходно-артиллерийские соединения и части | Танковые, механизированные, самоходно-артиллерийские соединения и части |  |
| Корпуса                                                                 | Дивизии                                                                 | Полки                                                                   | Батальоны                                                               | Иные отдельные части                                                    |  |
| ----------------------------------------------------------------------- | ----------------------------------------------------------------------- | ----------------------------------------------------------------------- | ----------------------------------------------------------------------- | ----------------------------------------------------------------------- |  |
| не имелось                                                              | 21                                                                      | не имелось                                                              | не имелось                                                              | не имелось                                                              |  |

| Военно-воздушные силы | Военно-воздушные силы | Военно-воздушные силы | Военно-воздушные силы | Военно-воздушные силы |  |
| Корпуса               | Дивизии               | Бригады               | Полки                 | Иные отдельные части  |  |
| --------------------- | --------------------- | --------------------- | --------------------- | --------------------- |  |
| не имелось            | не имелось            | не имелось            | не имелось            | не имелось            |  |

| Инженерные, сапёрные, понтонно-мостовые и огнемётные части | Инженерные, сапёрные, понтонно-мостовые и огнемётные части | Инженерные, сапёрные, понтонно-мостовые и огнемётные части | Инженерные, сапёрные, понтонно-мостовые и огнемётные части | Инженерные, сапёрные, понтонно-мостовые и огнемётные части |  |
| Бригады                                                    | Инженерные батальоны                                       | Сапёрные батальоны                                         | Понтонно-мостовые батальоны                                | Огнемётные части                                           |  |
| ---------------------------------------------------------- | ---------------------------------------------------------- | ---------------------------------------------------------- | ---------------------------------------------------------- | ---------------------------------------------------------- |  |
| не имелось                                                 | не имелось                                                 | не имелось                                                 | не имелось                                                 | не имелось                                                 |  |

## Новгородская армейская оперативная группа 2-го формирования
Новгородская армейская оперативная группа 2-го формирования, она же оперативная группа Волховского фронта под командованием генерал-майора Коровникова, сформирована 16 августа 1941 года, объединив под командованием находившиеся к востоку от Новгорода остатки частей 28-й танковой дивизии, некоторые части 48-й армии (те, что отошли в направлении Новгорода), а также все приданные 48-й армии сапёрные части. Перед группой была поставлена задача не допустить выхода противника на восточный берег Волхова и реки Мсты.
В составе действующей армии с 16 августа 1941 по 15 мая 1942 года.
Группа заняла оборону по восточному берегу Волхова, южному берегу Мсты до Холыньи, далее рубеж обороны шёл по восточному берегу Мсты. Также группа удерживала за собой вплоть до 24 августа 1941 года восточную часть Новгорода, также вела бои за западную часть города, выполняя директиву Ставки «Собрать в кулак часть действующих и подошедших дивизии и вышибить противника из Новгорода», но была вынуждена всё-таки оставить город, отойти за реку Малый Волховец, где развернулась 305-я стрелковая дивизия. В сентябре 1941 положение в полосе группы стабилизировалось. Сравнительно стабильным оно оставалось также и в октябре-ноябре 1941 года, в то время, когда немецкие войска развивали наступление на Тихвин. Группа, соразмерно своим силам на своём правом фланге пыталась осуществлять наступление на фланг наступающей немецкой группировки, но без успеха. 31 октября 1941 года Ставка запретила планируемый командованием фронта отход за реку Мста на правом фланге группы. Положение в полосе оперативной группы оставалось практически неизменным до конца декабря 1941 года, когда советские войска сумели восстановить положение на Волхове. С 10 ноября 1941 года группа переходила в наступление в общем направлении на Селищенский посёлок, однако без успеха. Директивой Ставки Верховного Главнокомандования от 18 декабря 1941 года, оперативная группа с 22 декабря 1941 года была передана в состав 52-ю армию и действует в январе 1942 года в составе армии.
В январе 1942 года управление группы было выведено в резерв и затем группа вновь была создана, теперь уже в составе 59-й армии для ликвидации узла сопротивления обороны противника в Спасской Полисти и всего выступа немецкой обороны в районе Трегубово, Спасская Полисть, Приютино.
Войска оперативной группы войск генерала И. Т. Коровникова непрерывными безуспешными атаками противника не смогли вклиниться в его оборону, но понесли большие потери и значительно утратили боеспособность. Командиры частей и соединений, беспрерывно организуя атаки, собрали для них даже обозников, не смогли уделить нужного внимания, сил и средств для создания оборонительных сооружений на захваченных рубежах и для переоборудования оборонительных сооружений противника. Командиры всех степеней войск оперативной группы генерала И. Т. Коровникова, все время подгоняемые в организации атак, не ориентировались на возможности контрудара врага и не готовились к их отражению. Резервов, как в самой оперативной группе, так и в соединениях не было.
15 мая 1942 года расформирована.

### Командование
- Коровников, Иван Терентьевич, генерал-майор

### Боевой состав
В различное время в состав группы входили:
| Стрелковые соединения и части | Стрелковые соединения и части                                                   | Стрелковые соединения и части | Стрелковые соединения и части |
| Корпуса                       | Дивизии                                                                         | Бригады                       | Иные части                    |
| ----------------------------- | ------------------------------------------------------------------------------- | ----------------------------- | ----------------------------- |
| не имелось                    | 4, 24 гвардейские стрелковые, 111, 180, 185, 225, 259, 267, 305, 378 стрелковые | не имелось                    | сводный стрелковый полк       |

| Артиллерийские части | Артиллерийские части | Артиллерийские части | Артиллерийские части                                           | Артиллерийские части |  |
| Дивизии              | Бригады              | Полки                | Дивизионы                                                      | Иные                 |  |
| -------------------- | -------------------- | -------------------- | -------------------------------------------------------------- | -------------------- |  |
| не имелось           | не имелось           | 264, 448             | отдельный миномётный дивизион без номера, 8, 242, 306 зенитные | не имелось           |  |

| Танковые, механизированные, самоходно-артиллерийские соединения и части | Танковые, механизированные, самоходно-артиллерийские соединения и части | Танковые, механизированные, самоходно-артиллерийские соединения и части | Танковые, механизированные, самоходно-артиллерийские соединения и части | Танковые, механизированные, самоходно-артиллерийские соединения и части |  |
| Корпуса                                                                 | Дивизии                                                                 | Полки                                                                   | Батальоны                                                               | Иные отдельные части                                                    |  |
| ----------------------------------------------------------------------- | ----------------------------------------------------------------------- | ----------------------------------------------------------------------- | ----------------------------------------------------------------------- | ----------------------------------------------------------------------- |  |
| не имелось                                                              | 3, 28                                                                   | не имелось                                                              | не имелось                                                              | не имелось                                                              |  |

| Военно-воздушные силы | Военно-воздушные силы | Военно-воздушные силы | Военно-воздушные силы | Военно-воздушные силы |  |
| Корпуса               | Дивизии               | Бригады               | Полки                 | Иные отдельные части  |  |
| --------------------- | --------------------- | --------------------- | --------------------- | --------------------- |  |
| не имелось            | не имелось            | не имелось            | не имелось            | не имелось            |  |

| Инженерные, сапёрные, понтонно-мостовые и огнемётные части | Инженерные, сапёрные, понтонно-мостовые и огнемётные части | Инженерные, сапёрные, понтонно-мостовые и огнемётные части | Инженерные, сапёрные, понтонно-мостовые и огнемётные части | Инженерные, сапёрные, понтонно-мостовые и огнемётные части |  |
| Бригады                                                    | Инженерные батальоны                                       | Сапёрные батальоны                                         | Понтонно-мостовые батальоны                                | Огнемётные части                                           |  |
| ---------------------------------------------------------- | ---------------------------------------------------------- | ---------------------------------------------------------- | ---------------------------------------------------------- | ---------------------------------------------------------- |  |
| не имелось                                                 | 50                                                         | не имелось                                                 | 50, 55, 56                                                 | не имелось                                                 |  |

#### Помесячный боевой состав группы
| Помесячный боевой состав группы              | Помесячный боевой состав группы       | Помесячный боевой состав группы         | Помесячный боевой состав группы        | Помесячный боевой состав группы | Помесячный боевой состав группы | Помесячный боевой состав группы |
| Дата (в составе фронта)                      | Стрелковые и кавалерийские соединения | Артиллерийские и миномётные соединения  | Танковые и механизированные соединения | Авиация                         | Инженерные и сапёрные части     | Огнемётные части                |
| -------------------------------------------- | ------------------------------------- | --------------------------------------- | -------------------------------------- | ------------------------------- | ------------------------------- | ------------------------------- |
| 01.09.1941 (Северо-Западный фронт)           | 10,305 сд                             | 448 кап, оминд, 8 озад                  | 3, 28 тд                               | -                               | 50 оиб                          | -                               |
| 01.10.1941 (Северо-Западный фронт)           | 180, 185, 305 сд, сводный сп          | 264, 448 кап, оминб (б/н), 8, 242 озад  | 3 тд                                   | -                               | 25 оиб, 50, 55, 56 пмб          | -                               |
| 01.11.1941 (Северо-Западный фронт)           | 180, 305 сд                           | 448 ап РВГК, 306 озад                   | 3 тд                                   | -                               | 25 оиб, 55, 56 пмб              | -                               |
| 01.12.1941 (Северо-Западный фронт)           | 180, 225, 305 сд                      | 448 пап (без д-на), 306 озад            | -                                      | -                               | 25 оиб, 55, 56 пмб              | -                               |
| 01.01.1942 (Волховский фронт) (52-я армия)   | не выделена в составе армии           |                                         |                                        |                                 |                                 |                                 |
| 01.02.1942 (Волховский фронт) (52-я армия)   | не выделена в составе армии           |                                         |                                        |                                 |                                 |                                 |
| 01.03.1942 (Волховский фронт) (59-я армия)   | 4 гв., 111, 259, 267 сд               | остальные не выделены (в составе армии) |                                        |                                 |                                 |                                 |
| 01.04.1942 (Волховский фронт) (59-я армия)   | 4 гв., 111, 259, 267 сд               | остальные не выделены (в составе армии) |                                        |                                 |                                 |                                 |
| 01.05.1942 (Ленинградский фронт (59-я армия) | не выделена в составе армии           | -                                       | -                                      | -                               | -                               | -                               |